# Ernestia puparum
Ernestia puparum là một loài ruồi trong họ Tachinidae.